# Calcoalumita
La calcoalumita es un mineral, sulfato hidratado de aluminio y cobre, con hidroxilos, descubierto originalmente en ejemplares procedentes de la mina Holbrook, en Bisbee, condado de  Cochise, Arizona (USA), que consecuentemente es su localidad tipo. El nombre hace referencia a la composición química.

## Propiedades físicas y químicas
La calcoalumita se encuentra como microcristales laminares o tabulares finos, de tamaño inferior al milímetro, de contorno triangular o bien con contorno romboidal en caso de estar maclados según {010}. Los cristales suelen ser incoloros, y las costras, con estructura interna radial o fibrosa,  de color azul claro. Es soluble en ácidos, lentamente en frío y rápidamente en caliente.

## Yacimientos
La calcoalumita es un mineral poco frecuente, descrito en alrededor de un centenar de localidades en el mundo, presente en pequeñas cantidades como mineral secundario, asociada a otros minerales secundarios con cobre, especialmente azurita, cianotriquita, brochantita y malaquita. En Chile se ha encontrado ejemplares interesantes, con grupos de microcristales laminares de color azul muy pálido, en la mina Rajos de California Mine,  Zapallar (Copiapó).En España aparece como cristales incoloros bien formados en la mina Golosina, Cuevas del Almanzora (Almería).